# Watervalkikker
De watervalkikker (Meristogenys amoropalamus) is een kikker uit de familie echte kikkers (Ranidae). De soort werd voor het eerst wetenschappelijk beschreven door Masafumi Matsui in 1986. Oorspronkelijk werd de wetenschappelijke naam Amolops amoropalamus gebruikt.

## Uiterlijke kenmerken
De watervalkikker heeft een afgeplat lichaam, grote groene ogen en een verticale pupil. De basiskleur is bruin tot donkerbruin met zwarte vlekken met op de rug en witte of witgele streepjes of vlekjesrijen. Aan het einde van elke lange teen zit een hechtschijfje, waarmee de kikker goed kan klimmen, maar over het algemeen blijft deze soort liever op de bodem. Vanwege de maximale lengte van 4 centimeter en een tekening die op bladeren en mos lijkt, valt de kikker niet op als hij op een tak zit.

## Algemeen
Het voedsel bestaat uit insecten die langs vliegen of in het water gevallen zijn. Het is een gespecialiseerde vliegenvanger met erg grote dijen en lange achterpoten waarmee erg ver gesprongen kan worden. De watervalkikker is een echte oeverbewoner die veel in struiken in takken zit die boven het water hangen. Deze soort komt alleen voor in het noorden van Borneo en heeft een voorkeur voor snelstromend water. De watervalkikker leeft niet alleen bij watervallen, maar wel in permanente wateren. De kikkervisjes hebben een zuigende snuit waarmee ze zich aan stenen vastzuigen zodat ze niet met de stroom worden meegevoerd. Deze soort is bedreigd en wordt door CITES beschermd.